# Мавританська архітектура

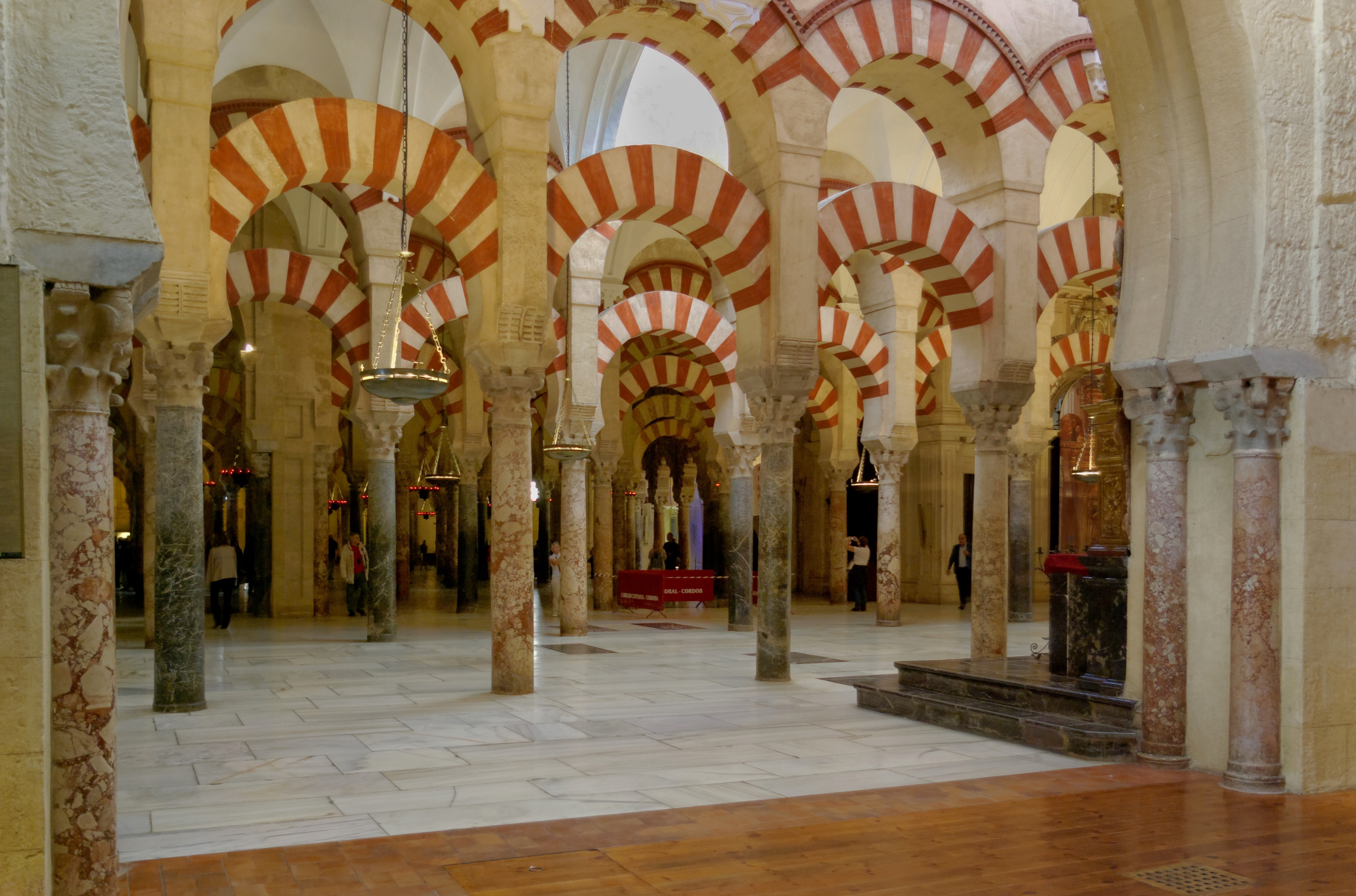
Внутрішній вид Кордовською мечеті

Мавританська архітектура — архітектурний стиль, що сформувався під впливом берберського та іспанського стилів в Північній Африці та Аль-Андалусі. 

## Історія
На початку VIII століття араби утворили в Іспанії халіфат, який в XIII ст. скоротився до крихітного Гранадського емірату та й пав у 1492. Безпосереднє сусідство з християнським Заходом, безперестанні мирні відносини або неприязні зіткнення з ним, фізичні особливості Піренейського півострова, родючість його ґрунту, благодатність клімату та взагалі умови, що дозволили іспанським маврам жити життям, окремим від їхніх одноплемінників в інших країнах, докорінно змінили їх характер з суворого та войовничого на м'який, культурний, і сприяли високому розвитку їх мистецтва.
Ідея стилю можливо виникла з граціозного вигляду аравійської чи сирійської пальми. Колони і арки нагадують пальмові гаї.

## Періоди
У мавританській архітектурі слід розрізняти 3 періоди: представницею першого може служити Велика мечеть у Кордові (нині католицький собор); зразками другого або перехідного періоду є вежа Хіральда та Алькасар у Севільї, а про третій період — періоді вищої досконалості мавританського стилю — дають прекрасне поняття гренадські палаци Альгамбра та Хенераліфе. 

## Зв'язок із архітектурою Магрибу
Іспанські маври перебували в тісному зв'язку зі своїми одноплемінниками на північному березі Африки, де вони до цього часу населяють Туніс, Алжир та Марокко. Зв'язок простежується у подібності архітектури у тих і інших. Дійсно, в пам'ятниках старовинного африкансько-арабського зодчества, що дійшли до нас, ми бачимо ті ж загальні форми, ті ж арки і колони, ту ж орнаментацию, що і в іспано-мавританських будівлях, але розроблені з меншою послідовністю та повнотою. Це змушує відносити їх до раннішого часу, ніж останній період ісламського мистецтва в Іспанії, переважно до XII століття, коли відносини між іспанськими та африканськими арабами були особливо близькі. Таким чином, наприклад, мінарети при головній мечеті Марокко мають велику схожість з Хіральдо, і можна вірити переказам, яка називає будівельником їх того ж Гебра, яким споруджена остання. 

## Галерея

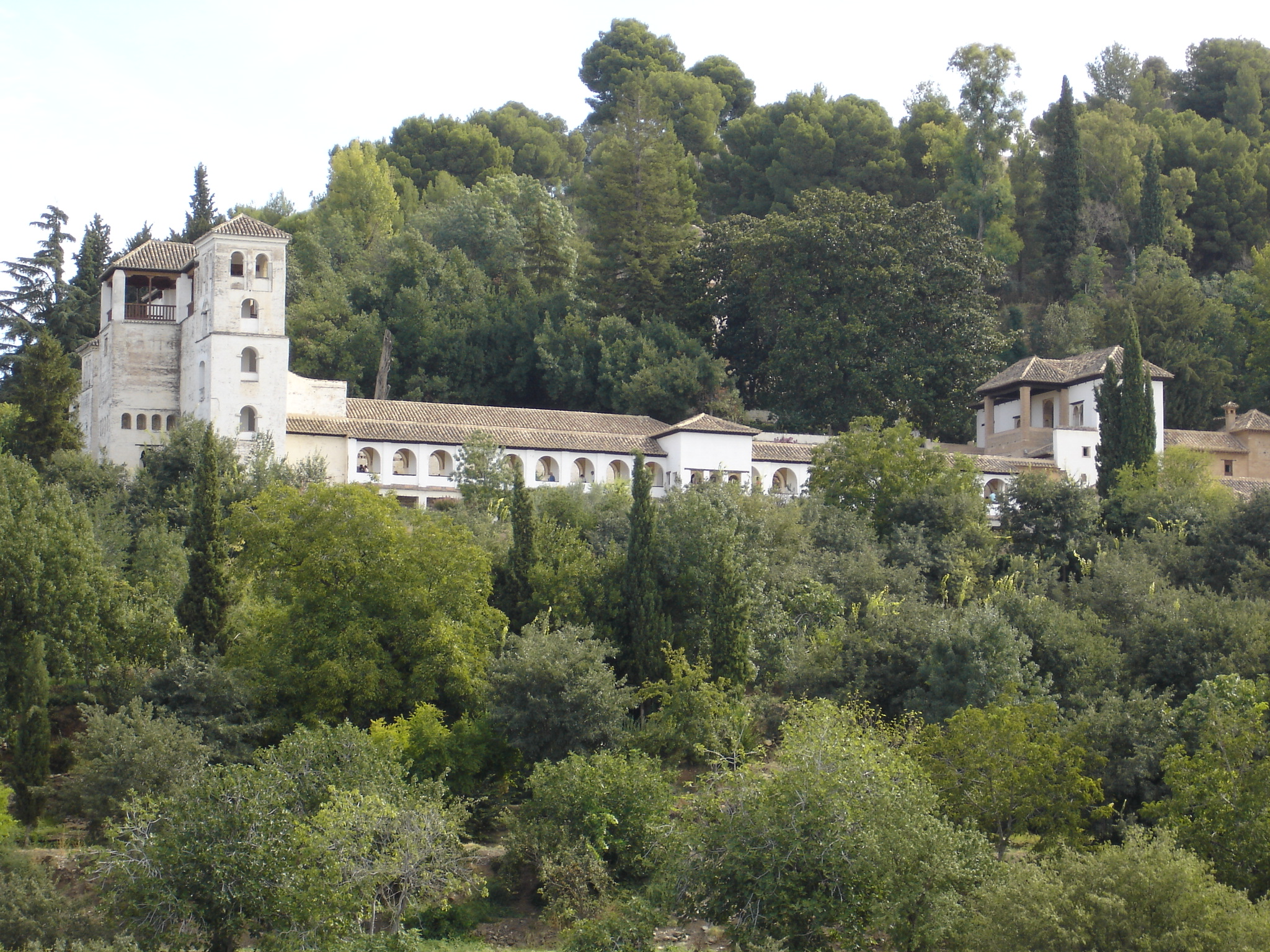
Хенераліфе, Гранада
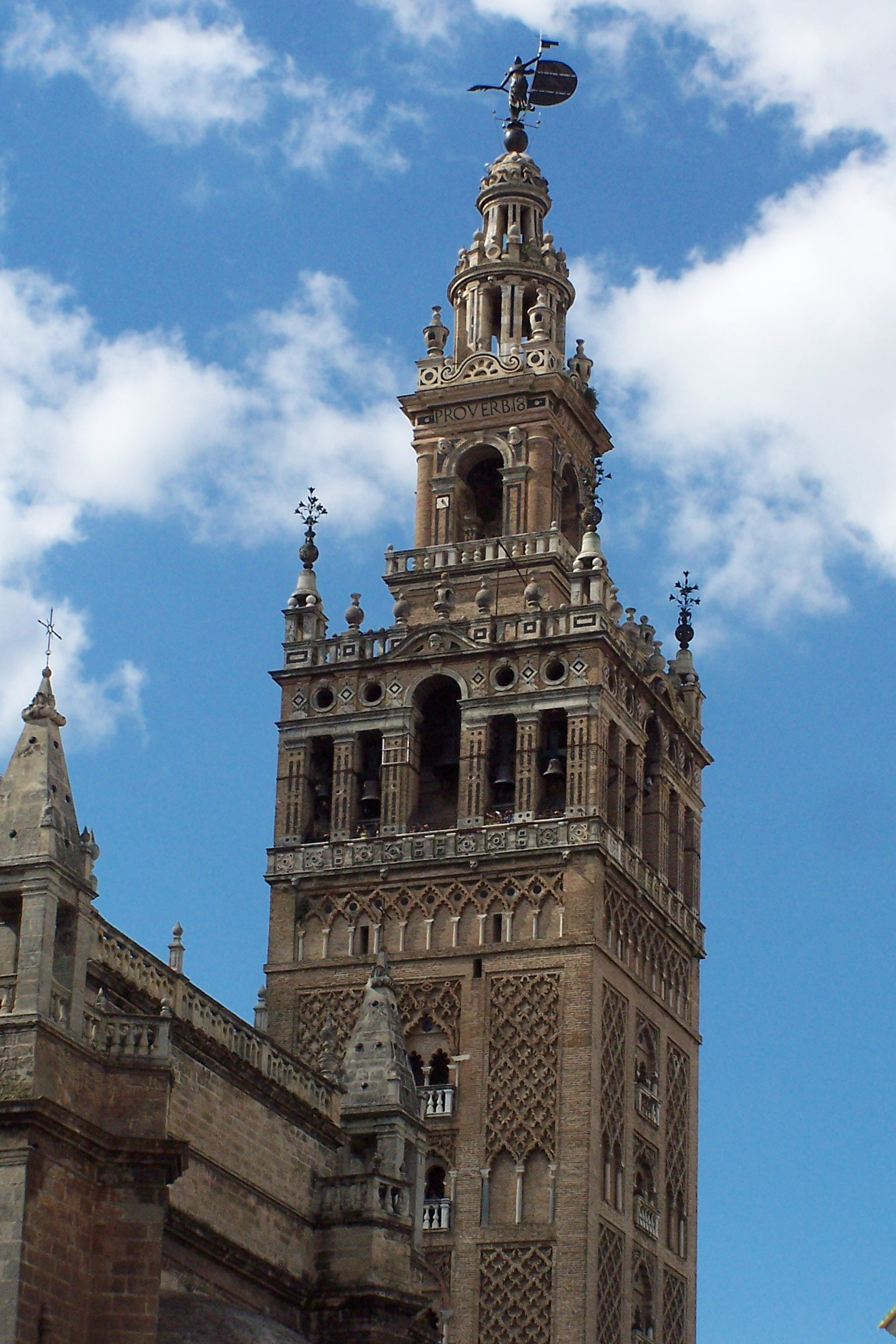
Хіральда, Севілья
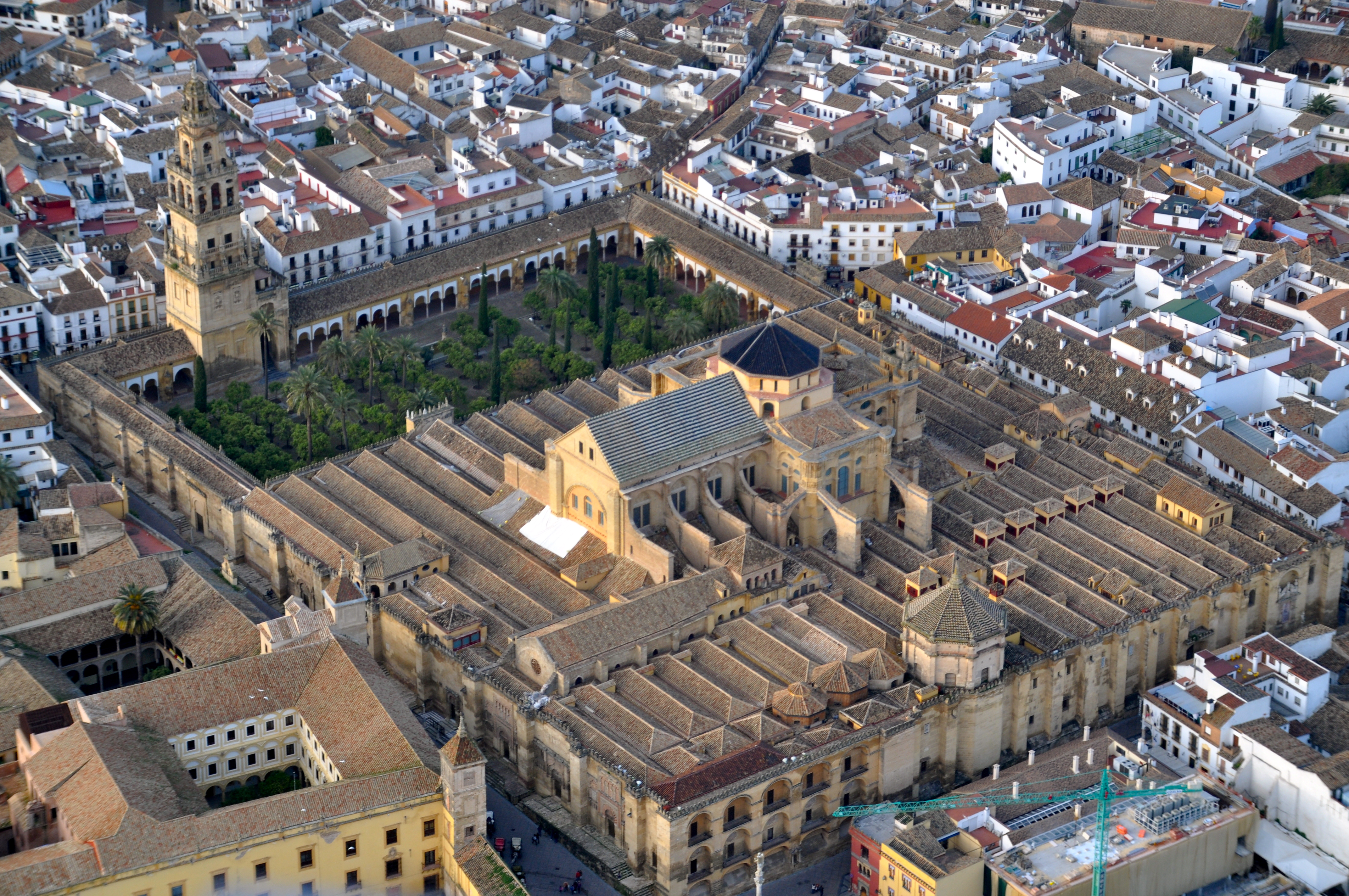
Зовнішній вигляд Кордовської мечеті
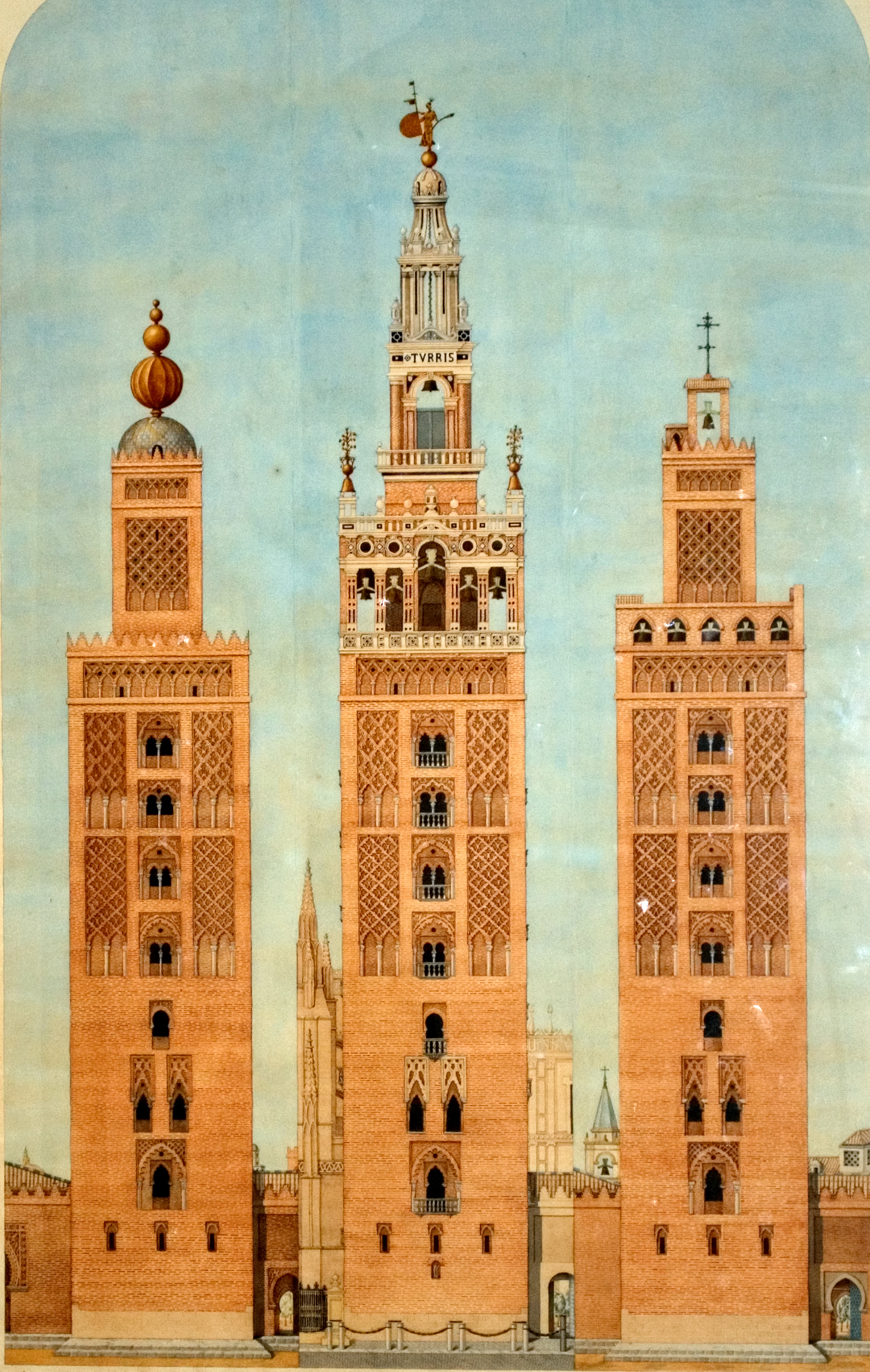
Хіральда в різних епохах
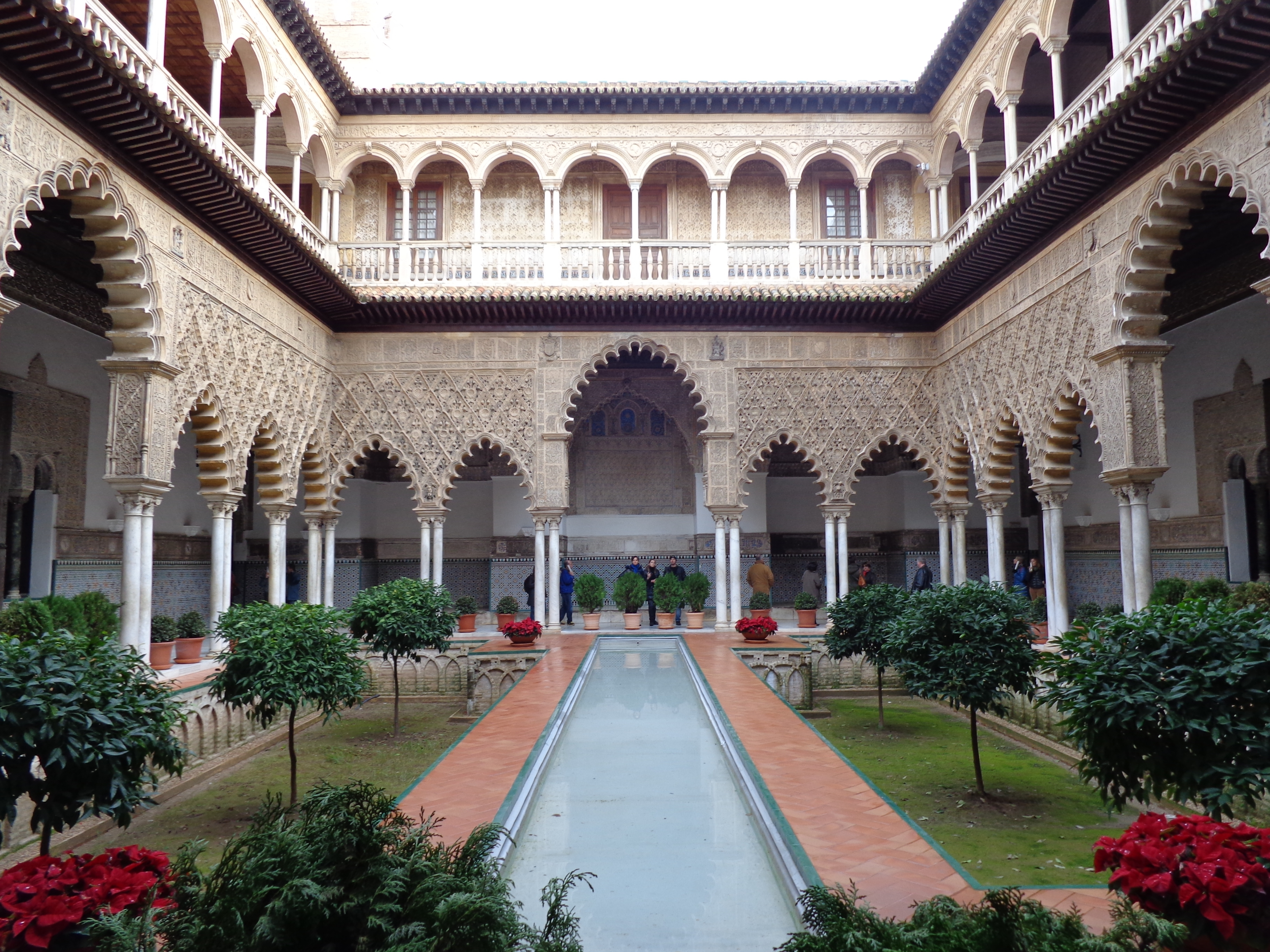
Алькасар, Севілья
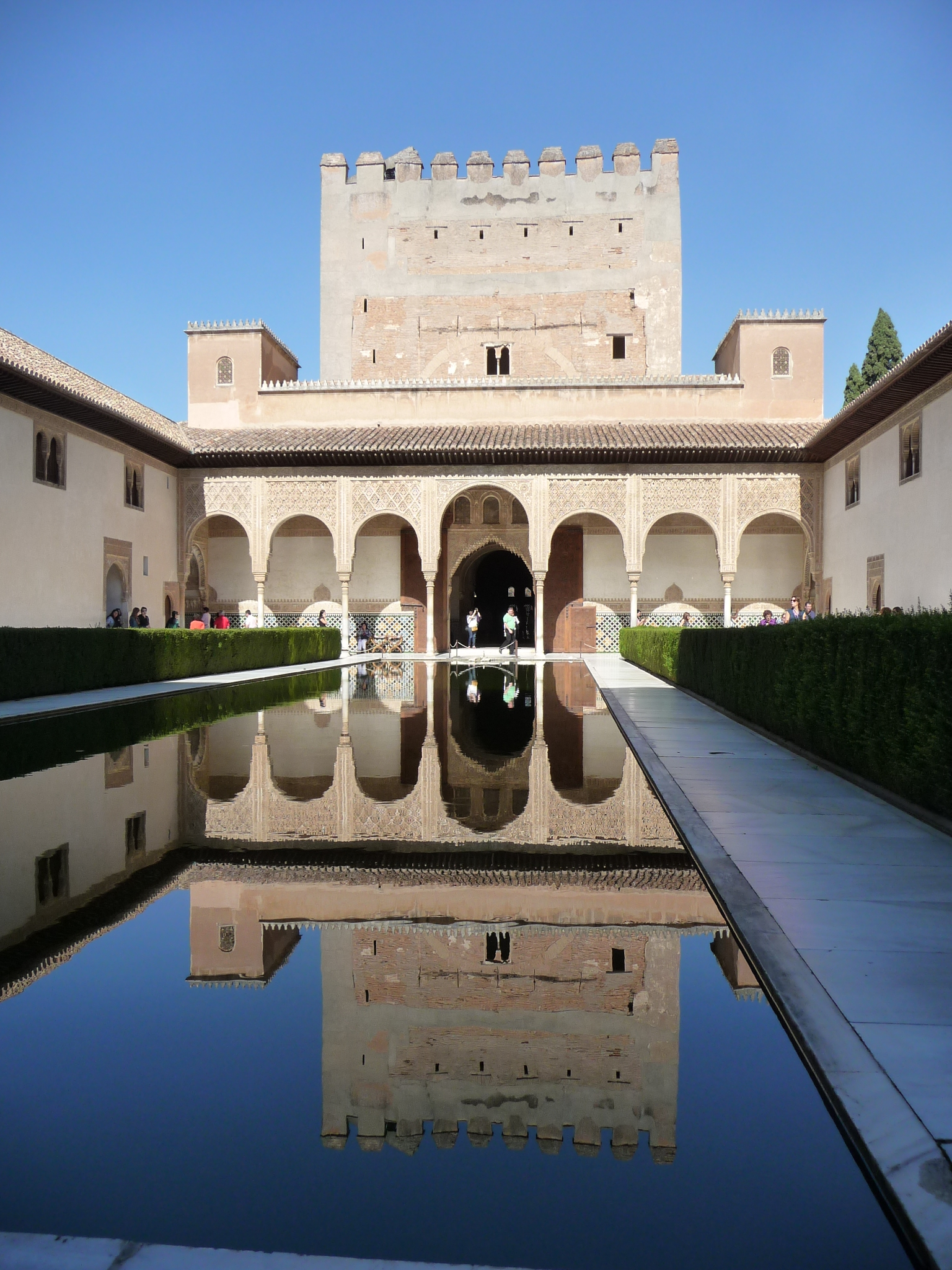
Альгамбра, Гранада
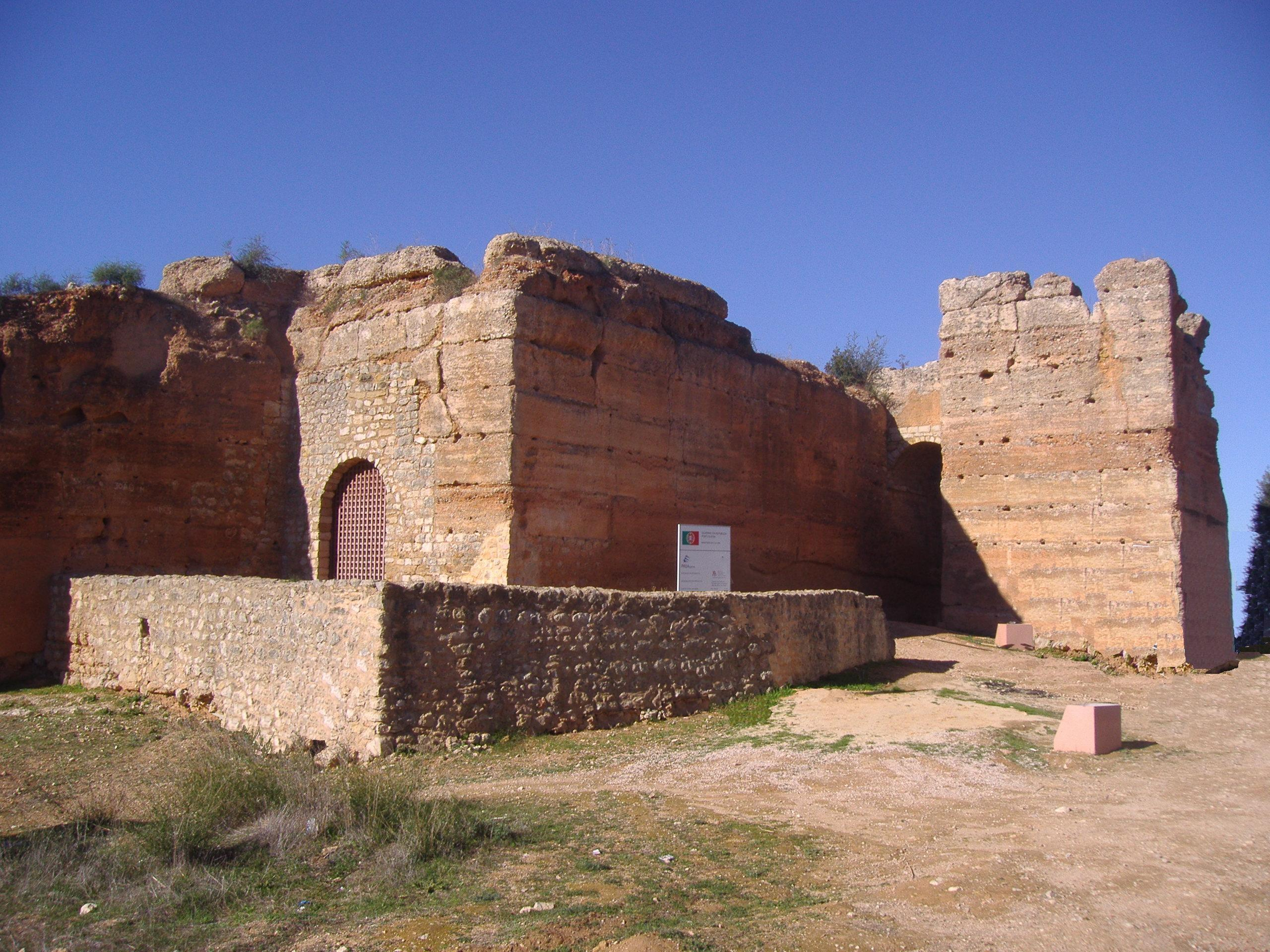
Замок Падерне, Алгарве, Португалія
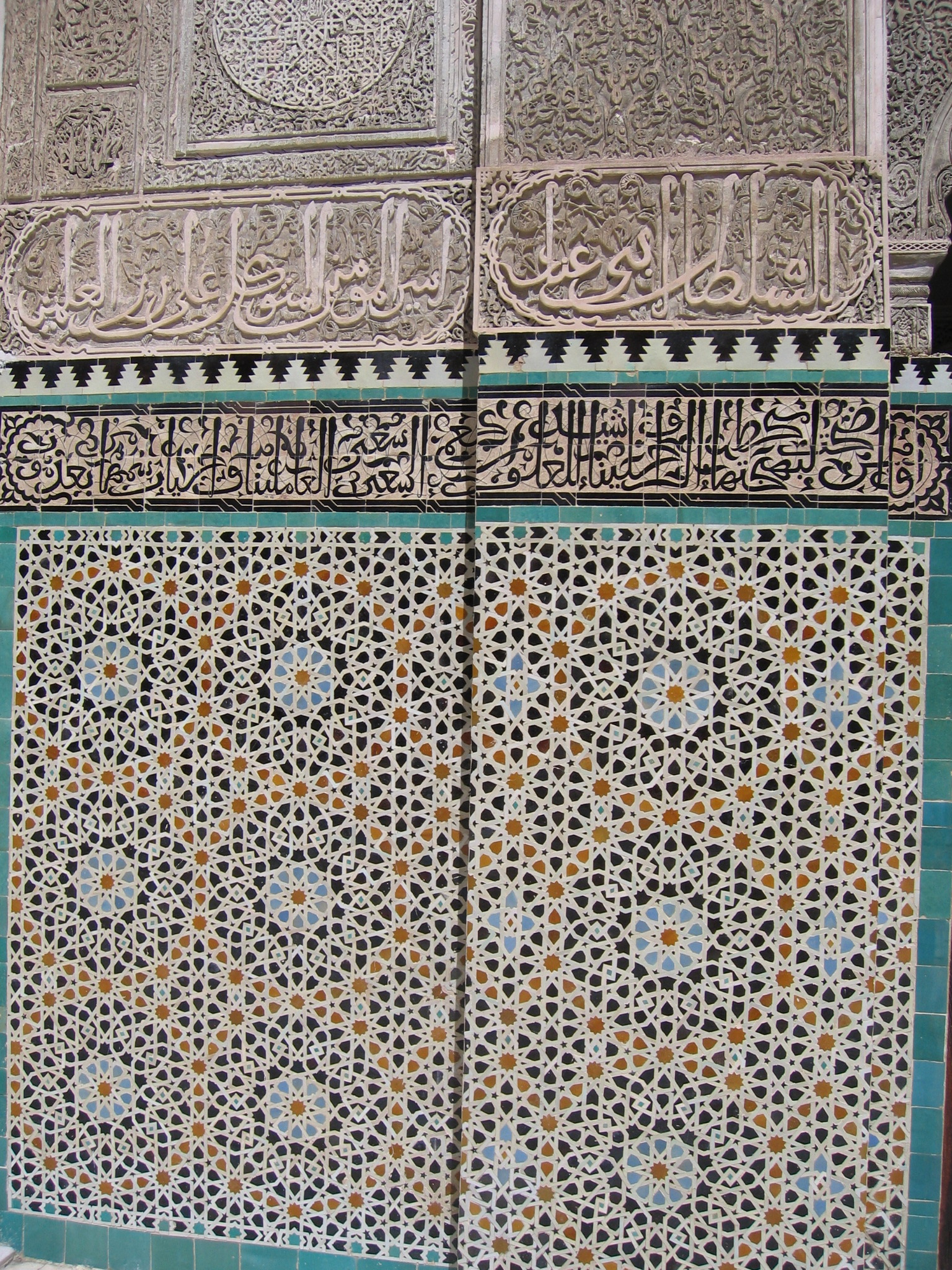
Типовий орнамент
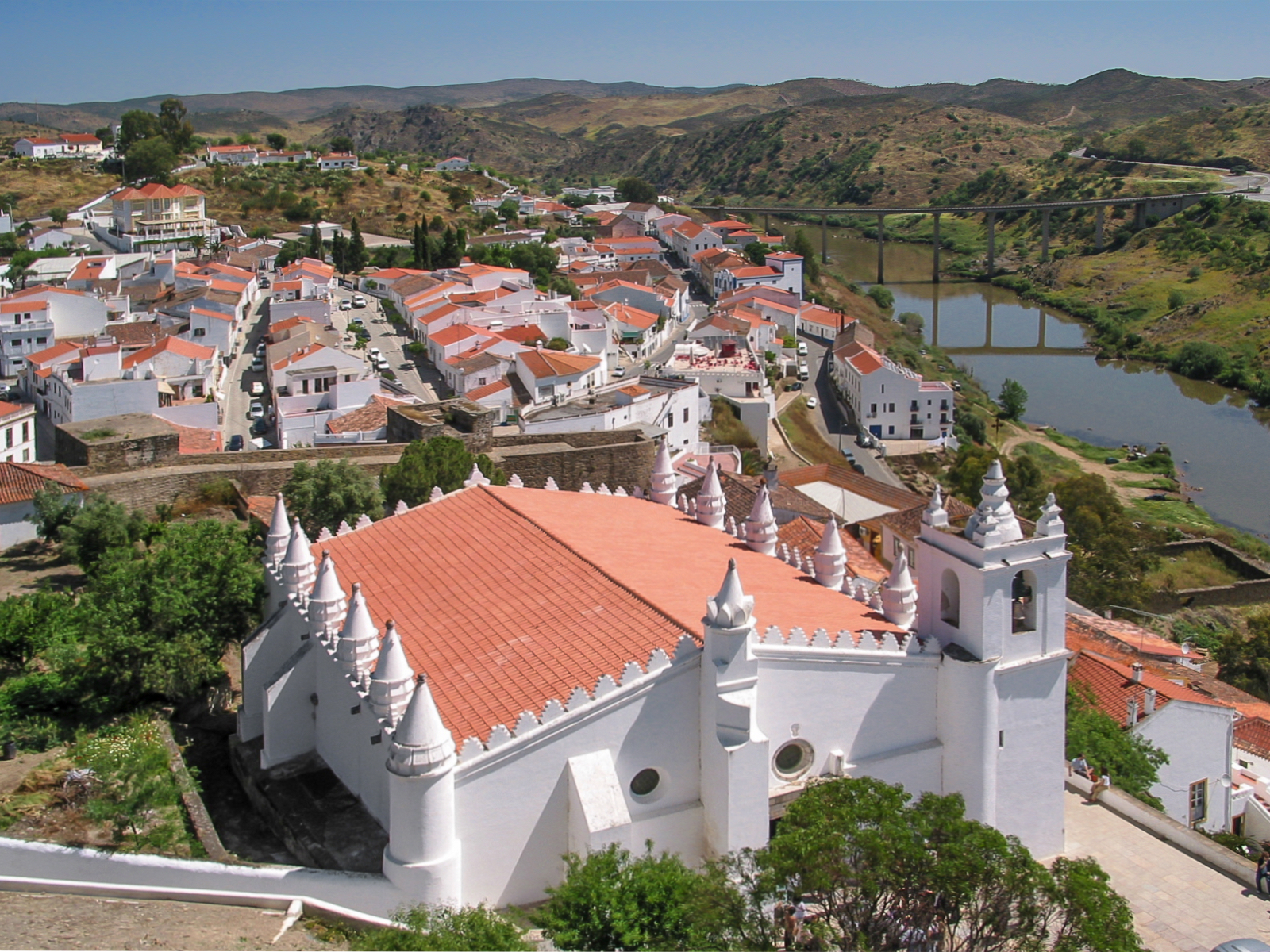
Мертола, Португалія
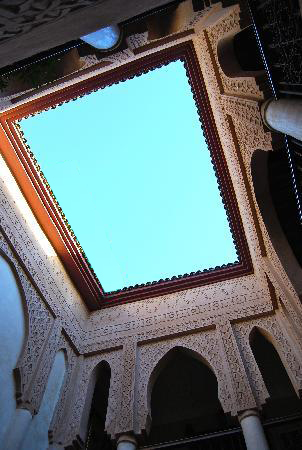
Відкритий двір палацу, що сприяє охолодженню повітря, Ріяд Лаксіба, Марракеш, Марокко
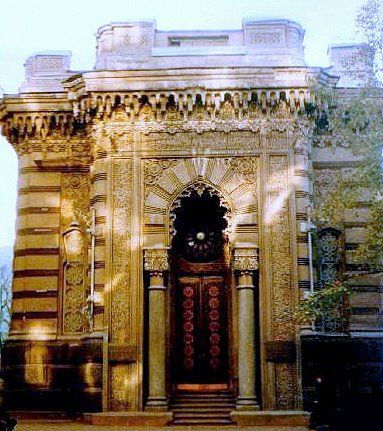
Караїмська Кенаса в Києві
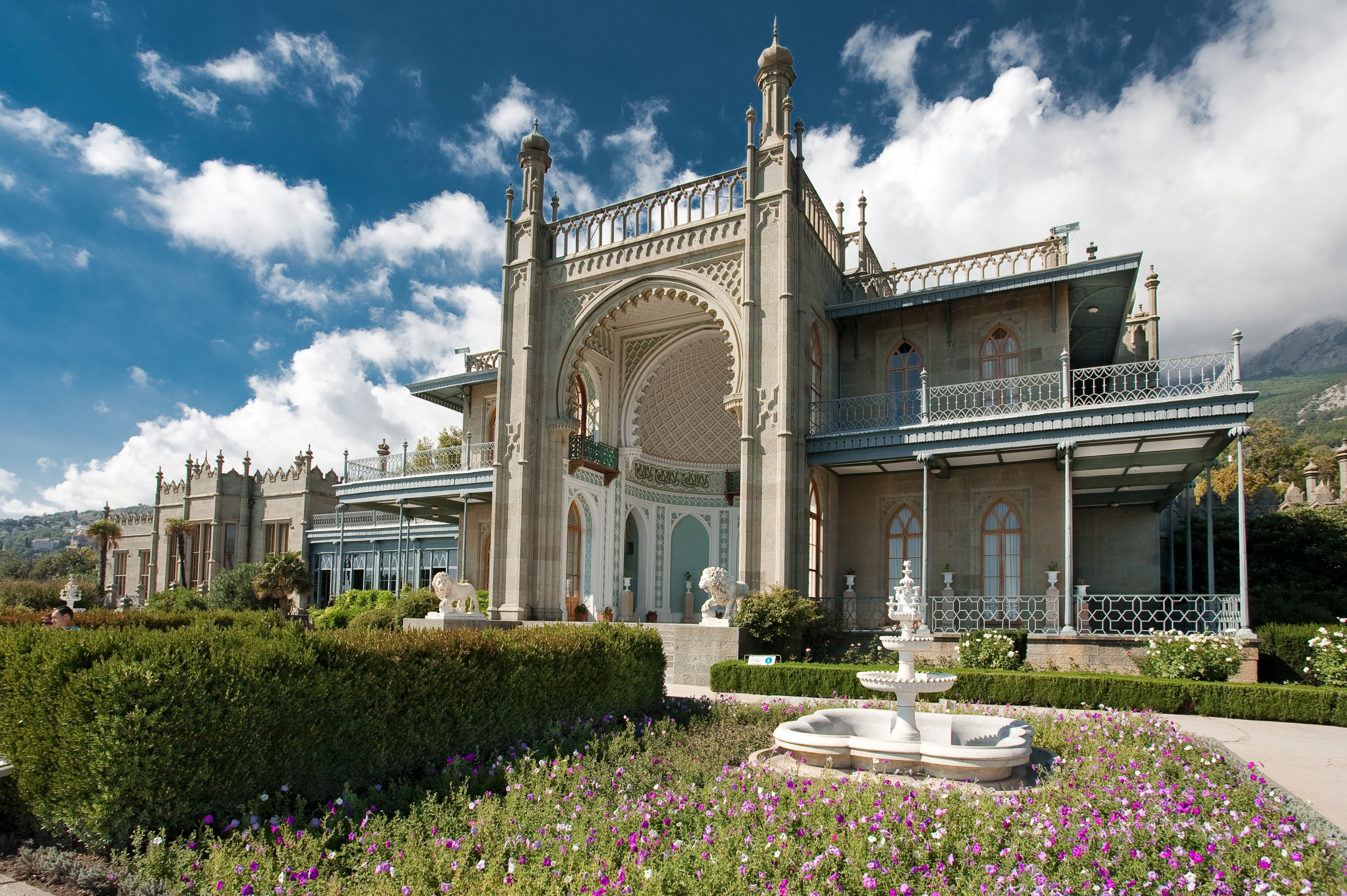
Воронцовський палац (Алупка)
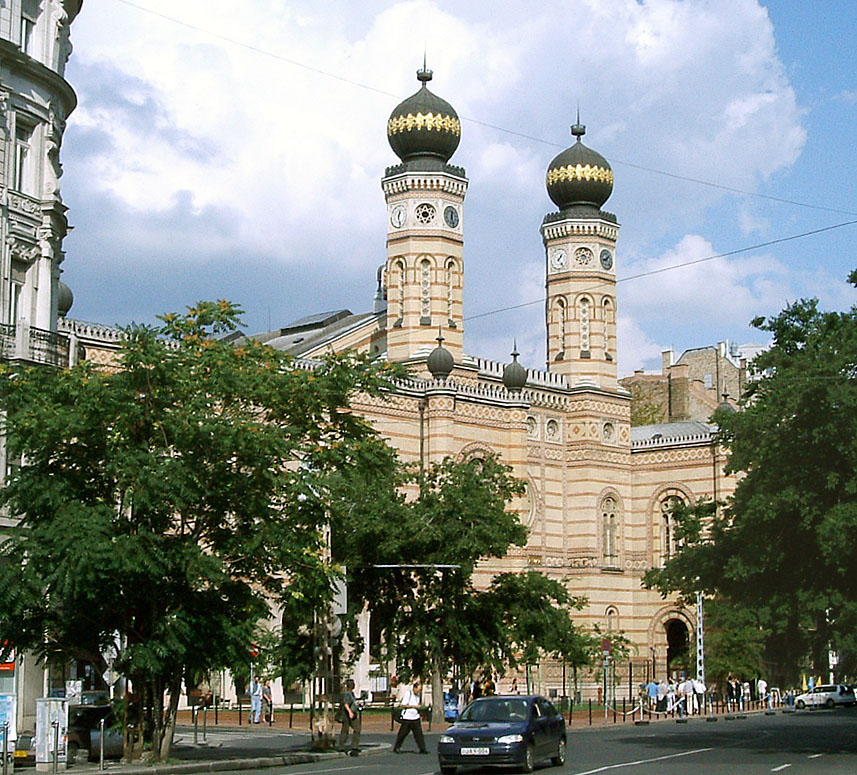
Велика синагога в Будапешті